# Ла Пајн (Орегон)
Ла Пајн (енгл. La Pine) град је у америчкој савезној држави Орегон.

## Демографија
По попису из 2010. године број становника је 1.653, што је 4.146 (-71,5%) становника мање него 2000. године.
| Група             | 2000.         | 2010.         |
| Белци             | 5.492 (94,7%) | 1.497 (90,6%) |
| Афроамериканци    | 5 (0,1%)      | 3 (0,2%)      |
| Азијати           | 14 (0,2%)     | 4 (0,2%)      |
| Хиспаноамериканци | 129 (2,2%)    | 96 (5,8%)     |
| Укупно            | 5.799         | 1.653         |